# آردور
آردور (به انگلیسی: Ardour) یک ضبط کننده دیسک (Hard disk recorder) و یک محیط کار صوتی دیجیتال است که بر روی سکوهای ویندوز، مک‌اواس، لینوکس و بی‌اس‌دی قابل اجرا است. برنامه‌نویس اولیه این نرم‌افزار پاول دیویس (Paul Davis) است. این نرم‌افزار دارای پروانه عمومی همگانی گنو و یک نرم‌افزار آزاد است. آخرین نسخه این نرم‌افزار که نسخه 6.0 است در سال 2020 انتشار یافته‌است.

## تاریخچه
Ardour در ۲۳ سپتامبر ۲۰۰۵ توسط Paul Davis با زبان سی++ و کتابخانه گرافیکی GTK+ نوشته شد. این برنامه به زبان انگلیسی موجود بوده و در سال ۲۰۱۷ نسخه ۵ آن به صورت پایدار منتشر شده‌است. Ardour اوپن‌سورس بوده و کدهای آن در گیت‌هاب موجود است. پلاگین‌ها ابزارهایی هستند که برای اضافه کردن یک یا چند قابلیت به برنامه نوشته می‌شوند. Arduor به خوبی با پلاگین‌ها کار می‌کند. از پردازش اثرات صوتی گرفته تا کنترل پویا به کمک افزونه‌ها انجام می‌شوند. آردور از LADSPA و LV2 در لینوکس استفاده می‌کند. این نرم‌افزار برای Import فایل از بیش از ۳۰ فرمت مختلف استفاده می‌کند.

## کاربردها
این نرم‌افزار به صورت مولتی ترک علاوه بر ساپورت vst امکان ایجاد تراک‌های تصویری و دوبله فیلمها و کلیپها را نیز دارا می‌باشد. v5.0 DAW یک نرم‌افزار آهنگسازی، صدابرداری، دوبله به صورت مولتی ترک و سکوئسر با امکانات بسیار فوق‌العاده است. این برنامه ضبط و ویرایش صدا و میکس و مسترینگ و یک استودیو کامل را ممکن می‌سازند. همچنین رایگان بودن این نرم‌افزار به محبوبیت آن افزوده‌است.